# Kallax
Kallax (finska Kalalaksi) är en tätort i Luleå kommun sydväst om Luleå.
Området mellan Kallax och Bergnäset utgör Kallaxheden, som delvis är naturskyddsområde, och också innehåller flera stora sandtag.
På Kallaxheden finns sedan 1944 Luleå Airport med Norrbottens flygflottilj. Flygplatsen hette fram till 2007 Kallax flygplats, vilket den fortfarande kallas i folkmun. Längs vägen till flygplatsen ligger Bergnäsets industriområde.

## Befolkningsutveckling
| Befolkningsutvecklingen i Kallax 1995–2020 | Befolkningsutvecklingen i Kallax 1995–2020 | Befolkningsutvecklingen i Kallax 1995–2020 | Befolkningsutvecklingen i Kallax 1995–2020 | Befolkningsutvecklingen i Kallax 1995–2020 |
| ------------------------------------------ | ------------------------------------------ | ------------------------------------------ | ------------------------------------------ | ------------------------------------------ |
|                                            |                                            |                                            |                                            |                                            |
| År                                         |                                            |                                            | Folkmängd                                  | Areal (ha)                                 |
| 1990                                       | 1990                                       |                                            | 204                                        | 41#                                        |
| 1995                                       | 1995                                       |                                            | 224                                        | 54                                         |
| 2000                                       | 2000                                       |                                            | 227                                        | 54                                         |
| 2005                                       | 2005                                       |                                            | 291                                        | 68                                         |
| 2010                                       | 2010                                       |                                            | 321                                        | 86                                         |
| 2015                                       | 2015                                       |                                            | 461                                        | 180                                        |
| 2020                                       | 2020                                       |                                            | 499                                        | 172                                        |
| Anm.: Ny tätort 1995 # Som småort.         |                                            |                                            |                                            |                                            |

## Samhället
Kallax är ett gammalt fiskeläge, men Kallax surströmming tillverkas numera i Kalix. I Kallax började man istället senare med en surströmming som man kallar Grand Kallax. Årligen hålls en surströmmingsfest i bygdegården, där Grand Kallax serveras.
I Kallax finns det en fiskehamn. Bredvid fiskehamnen ligger KSSF som är en hamn för dem som har stuga i skärgården nära Kallax, det vill säga Kallaxön, Granholmen eller Bergön. På vintern plogas en isväg ut till dessa öar.